# Distrito de la Misión (San Francisco)

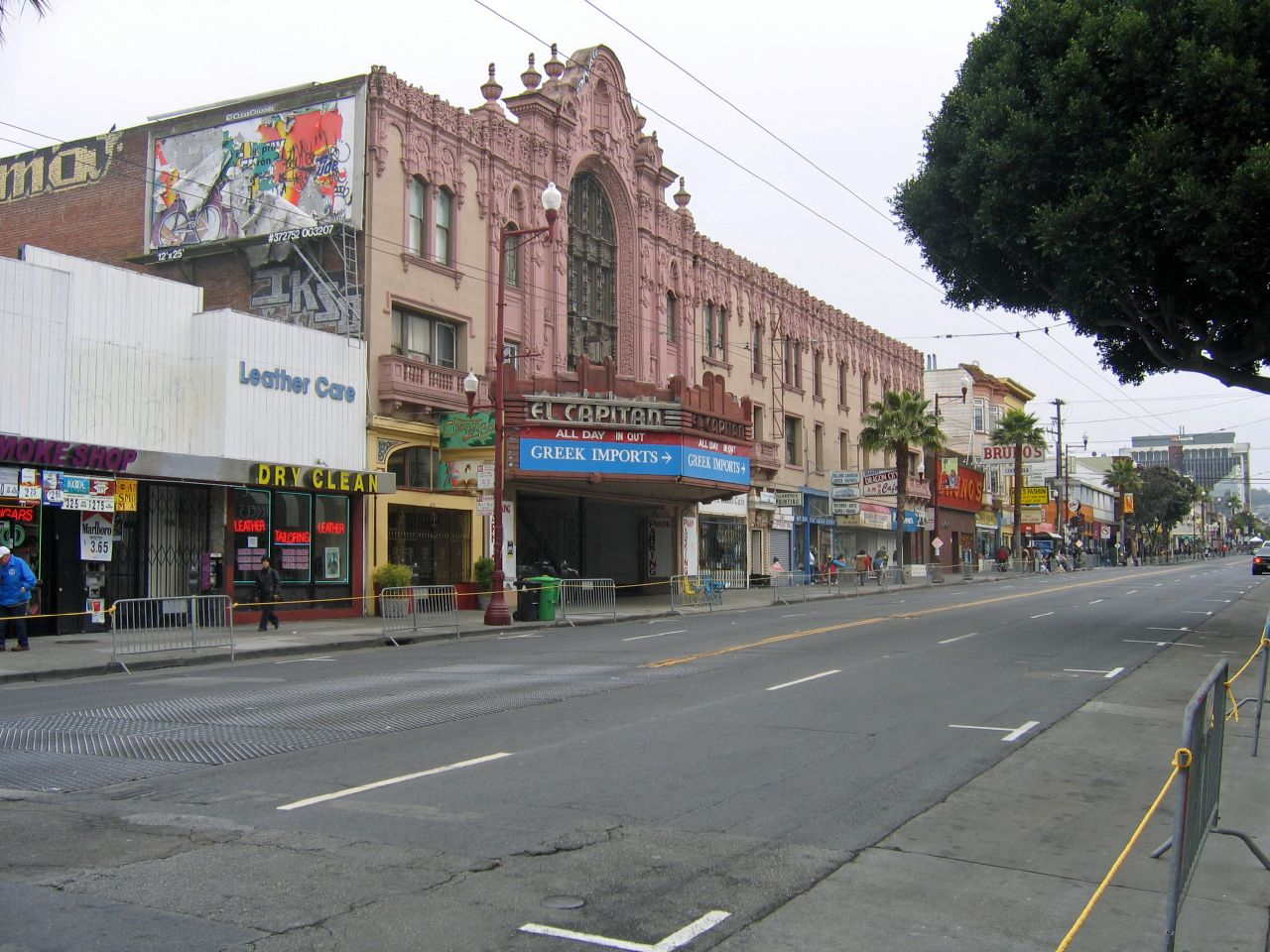
Imagen de Mission District.

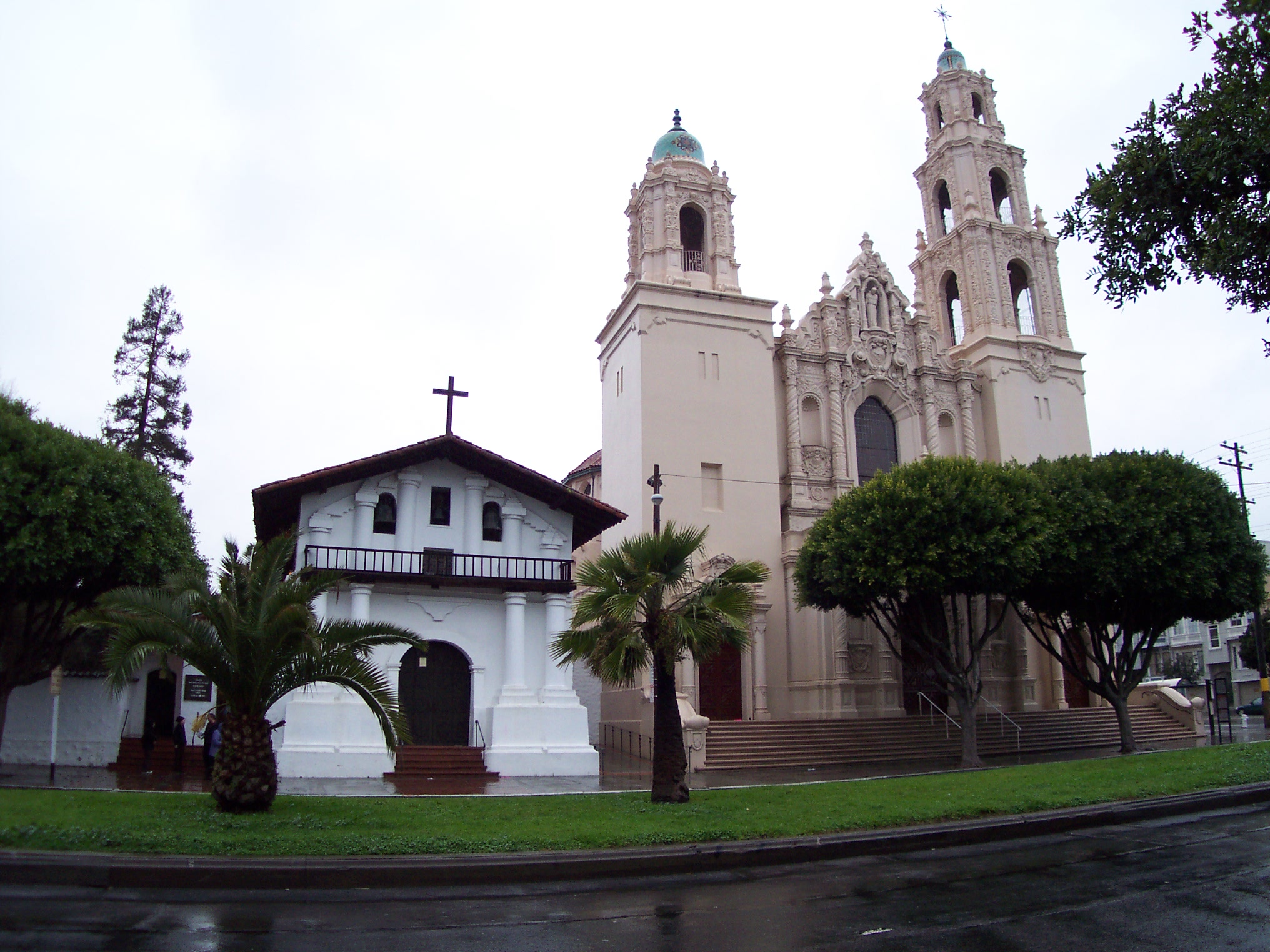
La Misión San Francisco de Asís, a la izquierda, junto a la nueva basílica.

El Distrito de la Misión (en inglés, Mission District), también conocido localmente como "La Misión" (en inglés, "The Mission"), es un barrio de San Francisco, California, cuyo nombre se debe a la sexta misión de Alta California, la Misión San Francisco de Asís, el edificio más antiguo de San Francisco que está situado en el propio barrio. El barrio, de gran influencia y presencia hispanohablante contaba, en 2008, con 47.234 residentes.

## Localización
La principal vía pública de Mission District es la calle Mission. Limita con la U.S. Route 101 al este, que forma la frontera entre la zona este del distrito, conocido como "Inner Mission" (Mission Central), y su barrio oriental, Potrero Hill, mientras que la calle Sánchez separa los barrios de Eureka Valley (conocido también como "Castro") y Noe Valley al oeste. La parte del barrio desde la calle Valencia hasta la calle Dolores es conocida como Mission Dolores. La calle Cesar Chavez (antiguamente calle Army) está en la frontera al sur, cerca de Bernal Heights, mientras que, al norte, el barrio está separado de South of Market, aporoximadamente, por la avenida Duboce y la autopista elevada de Central Freeway, que discurre por la calle 13.ª. También, a lo largo de la calle Mission, lejos de la zona central-sur, están los barrios de Excelsior y Crocker-Amazon, conocidos como "Outer Mission" (Mission Exterior; pero no confundirse con el ya existente barrio de Outer Mission). El Mission District forma parte de los distritos de supervisión 5, 9 y 10.
El microclima de San Francisco hace que cada barrio tenga un tiempo radicalmente distinto al resto. La situación geográfica de Mission District lo aísla de la niebla y los vientos del oeste. Por ello, el barrio es más cálido y soleado que el resto de la ciudad. Este fenómeno climático invita a los visitantes a caminar desde la calle 24ª en el oeste desde Noe Valley (donde las nubes de Twin Peaks tienden a acumularse en días neblinos) hasta la calle Mission en el este, en parte porque Noe Valley está en una zona más elevada mientras que Inner Mission es inferior.